# Maccevethus
Genre
Synonymes
- Macevethus Walker, 1872[2]

Maccevethus est un genre d'insectes hémiptères du sous-ordre des hétéroptères (punaises) de la famille des Rhopalidae.

## Liste des espèces
Selon Fauna Europaea (28 novembre 2021) :
- Maccevethus caucasicus (Kolenati, 1845)
- Maccevethus corsicus Signoret, 1862
  - sous-espèce corsicus Signoret, 1862
- Maccevethus errans (Fabricius, 1794)

## Publication originale
- Dallas, W. S., Gray, J. E., List of the specimens of hemipterous insects in the collection of the British Museum - Part I (œuvre littéraire), 1851, [lire en ligne].